# خواجة غياث
خواجة غياث هي قرية في مقاطعة ميانة، إيران. عدد سكان هذه القرية هو 564 في سنة 2006.